# Milieubiologie
Milieubiologie is de tak van biologie die zich bezighoudt met de invloed van de mens op het milieu, inclusief ecologische systemen. 
Soms wordt ook  Milieubiotechnologie bedoeld, ofwel de ontwikkeling en het gebruik van technieken of kennis uit de biotechnologie ten bate van een schoon milieu, bijvoorbeeld bij bodemsanering of het reinigen van afvalwater.